# 哈格勒峰
哈格勒峰（英語：Huggler Peak），是南極洲的山峰，位於埃爾斯沃思地，屬於赫里蒂奇嶺中安德森山塊的一部分，海拔高度1,580米，美國地質調查局根據測量和美國海軍拍攝的空中照片繪入地圖，現時由南極條約體系管理。